# MLCAD
MLCAD （英語：Mike's LEGO Computer Aided Design）是一個使用LDraw樂高零件資料庫的虛擬3D模型建構軟體，具備建構虛擬3D樂高模型的能力。

## 外部連結
- MLCAD 官方網站 （页面存档备份，存于）
- LDraw 官方網站 （页面存档备份，存于）